# Klippoxel
Klippoxel (Sorbus rupicola) är en rosväxtart som först beskrevs av John Thomas Irvine Boswell Syme, och fick sitt nu gällande namn av Johan Teodor Hedlund. Klippoxel ingår i släktet oxlar, och familjen rosväxter. Inga underarter finns listade i Catalogue of Life.

## Bildgalleri

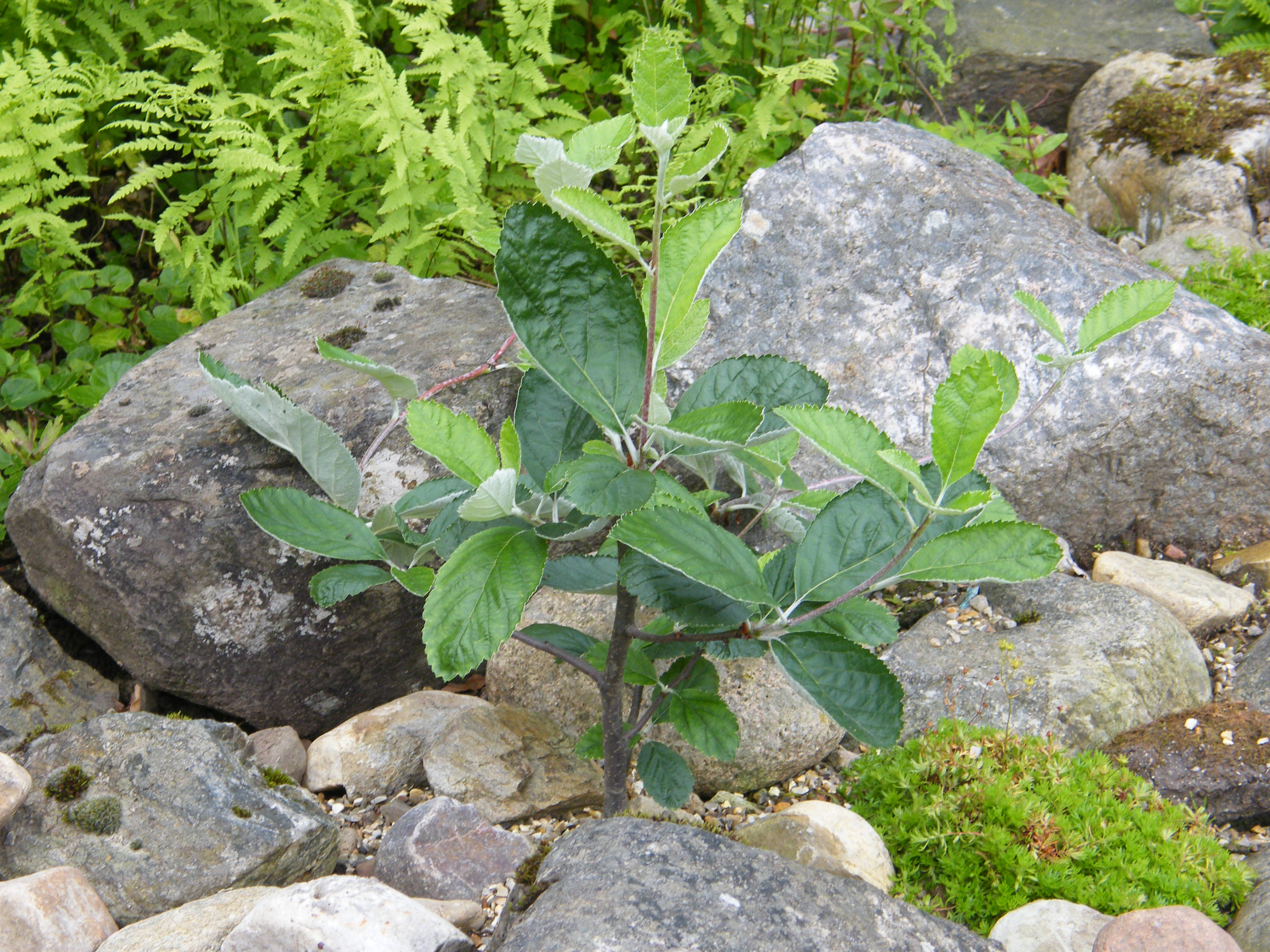
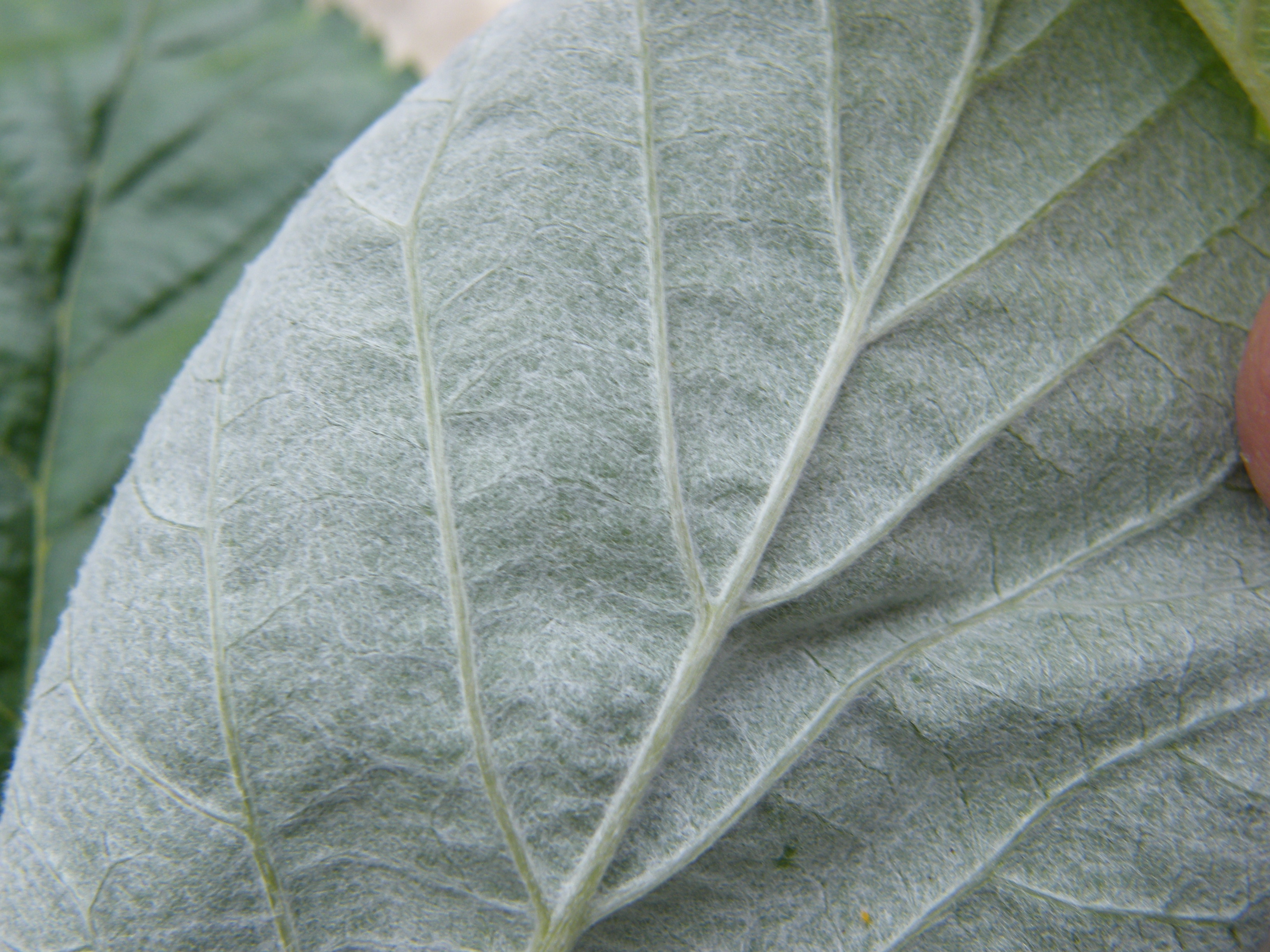
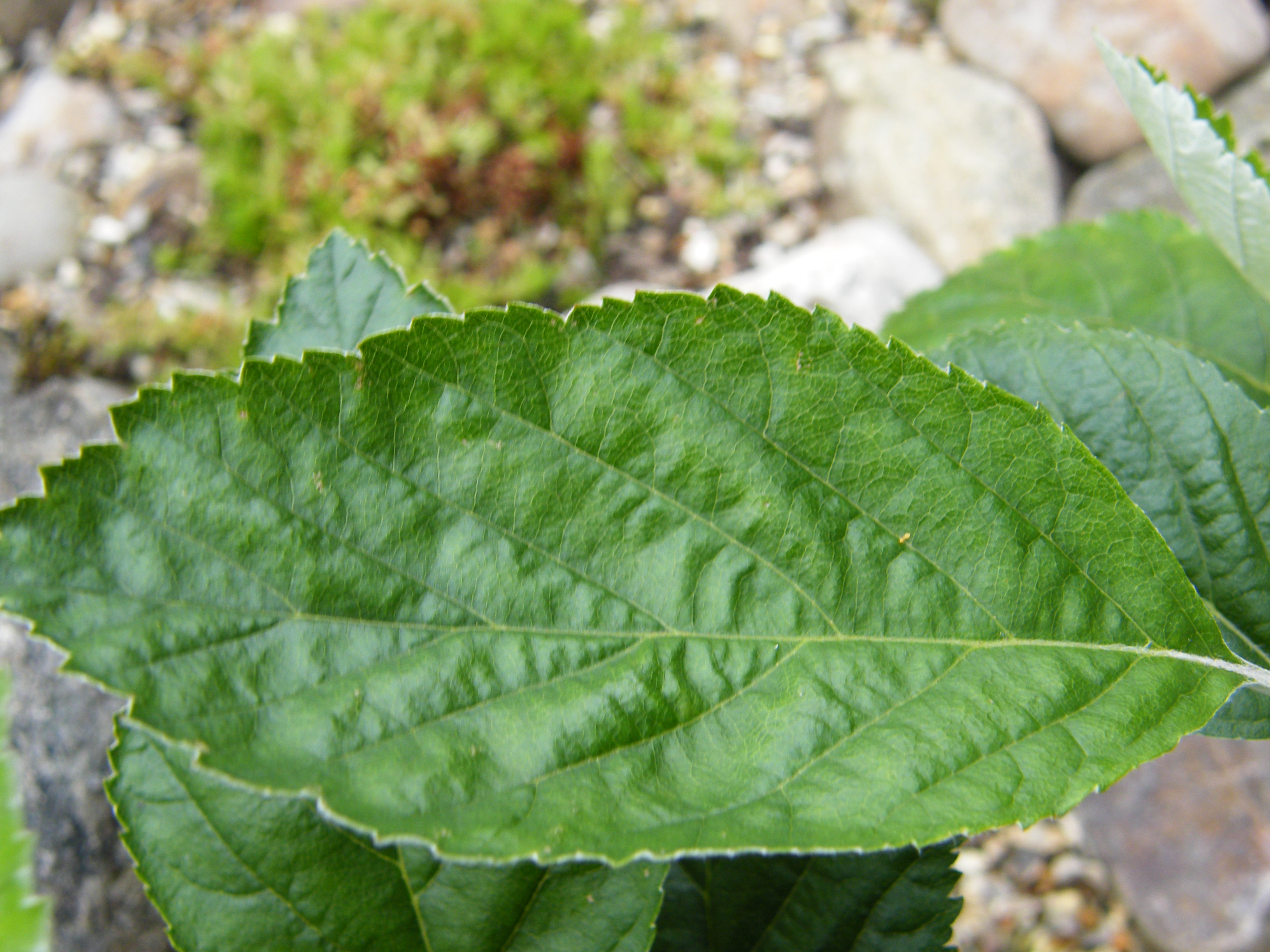
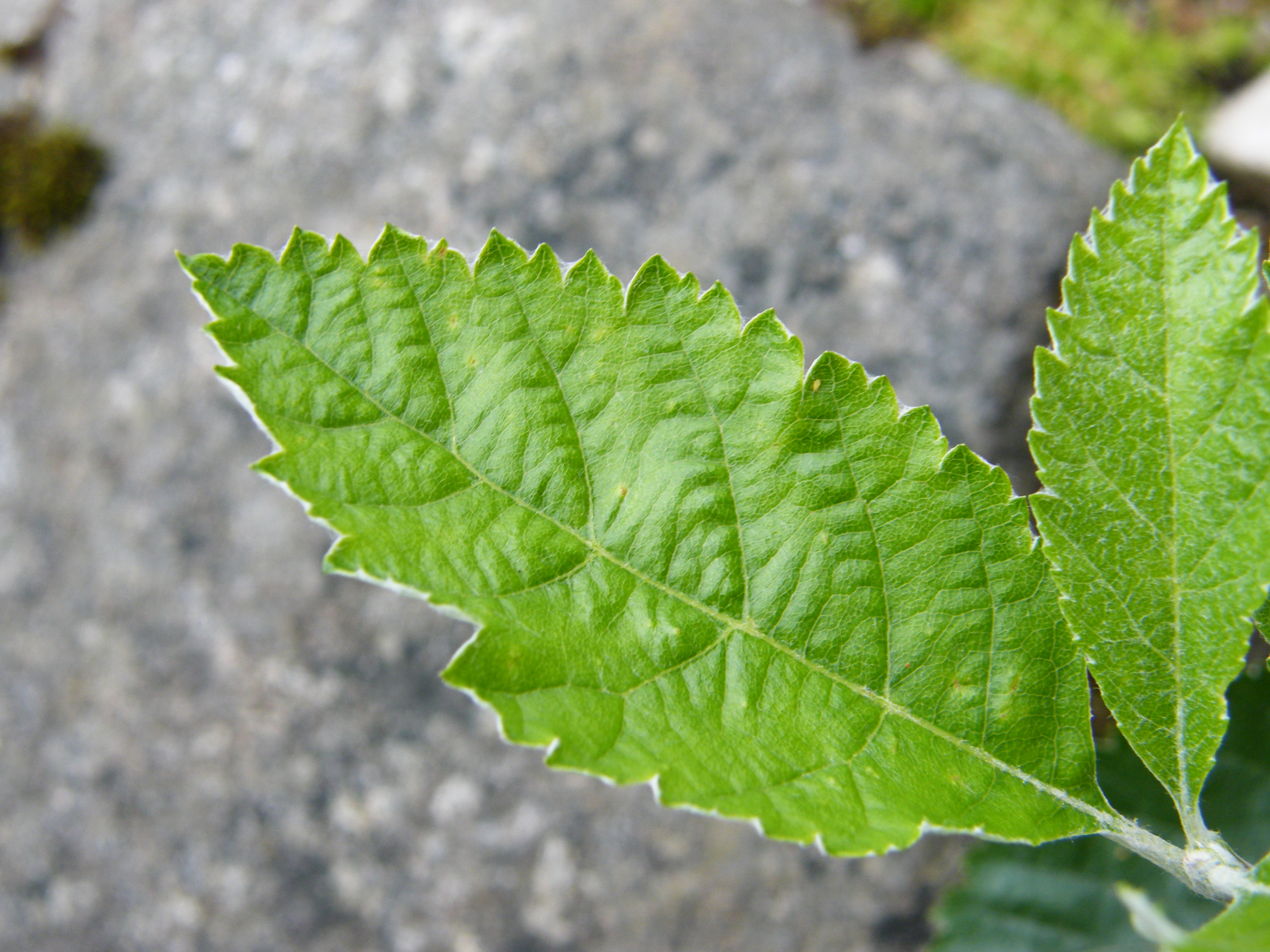
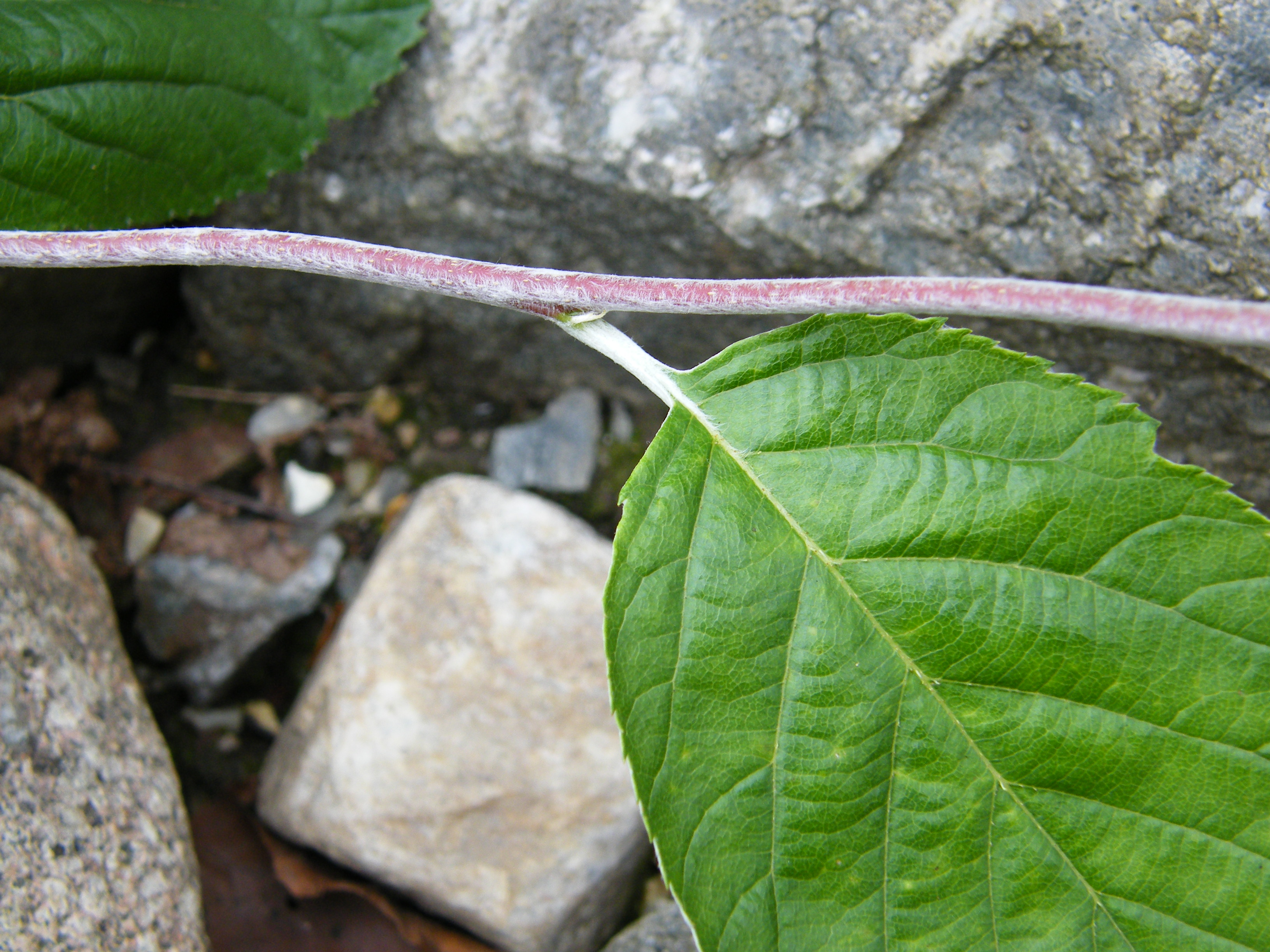